# Městská autobusová doprava v Londýně

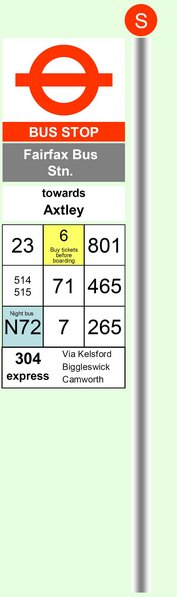
Označení autobusové zastávky. Žluté pole znamená nutnost zakoupit jízdenku před vstupem do autobusu. Modré pole (označení linky předponou N) - noční linka.

Provoz červených autobusů v oblasti Velkého Londýna řídí organizační jednotka Transport for London (TfL) – London Buses. Většina linek je zabezpečována různými soukromými autobusovými společnostmi, což se ale nedotýká cestujících, protože autobusy musí mít červenou barvu a stejný tarif jízdného. 

## Historie
Předchůdci autobusů, omnibusy, se používají v Londýně od roku 1829, kdy George Shillibeer začal provozovat koňskou omnibusovou dopravu z Paddingtonu do City. V roce 1855 byla založena společnost London General Omnibus Company (LGOC), aby sloučila a regulovala koňskou omnibusovou dopravu v Londýně. Motorem poháněné autobusy začala LGOC používat v roce 1910.
V roce 1912 společnost Underground Group, která vlastnila většinu tras metra, koupila i společnost LGOC. V roce 1933 se LGOC spolu s ostatními částmi Underground Group stala součástí nově vytvořené společnosti London Transport.
Během 80. let 20. století se britská vláda rozhodla privatizovat autobusovou dopravu Velké Británie, které dominoval London Transport v Londýně, dopravní společnosti většinou ve vlastnictví městských zastupitelstev a vládní National Bus Company a Scottish Bus Group. 
V Londýně byl přijat odlišný model – byla založena společnost London Buses jako část London Transport, která byla pověřena uzavíráním smluv na provozování autobusové dopravy se soukromými společnosti, ale v její správě bylo ponecháno určování přepravních standardů a sazeb jízdného. Tento systém je uplatňován i v současnosti, i když London Buses byla převedena v roce 2002 z pravomoci vlády pod pravomoc starosty Londýna, fakticky se stala částí organizační struktury Transport for London.

## Řízení dopravy
Autobusová síť v Londýně je jedna z nejrozsáhlejších na světě. Více než 6 500 autobusů zajišťuje pravidelné spojení na více než 700 linkách. V průběhu roku použije autobusovou dopravu asi 1,5 miliardy cestujících.
TfL plánuje trasy autobusových linek, určuje úroveň služeb a kontroluje dodržování jejich kvality. Autobusová doprava je zajišťována soukromými autobusovými dopravci, kteří mají smlouvu s London Buses. Výjimkou je společnost East Thames Buses, kterou vlastní, prostřednictvím dceřiné firmy, Transport for London. 
TfL je také přímo zodpovědný za provoz a údržbu autobusových stanovišť a zastávek a jiných doprovodných služeb. Poskytuje cestujícím informace ve formě jízdních řádů a mapek tras na zastávkách autobusů. 

## Jízdné
V linkových autobusech je možno použít Travelcard nebo Oyster card. 
V roce 2015 stála jedna cesta (nezáleží na vzdálenosti) 1,50 libry. Platí však, že při překročení limitu 4,50 libry za den se do půlnoci téhož dne další cesty neúčtují. 
V londýnských autobusech nelze platit hotově a lze použít pouze Oyster card.

## Místní linky

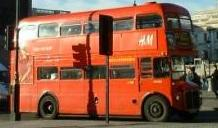
Typický červený poschoďový autobus

Doprava na místních linkách je řízená London Buses, i když většinu linek provozují soukromé společnosti. Všechny autobusy na těchto linkách mají červenou barvu a odlišují se pouze logem dopravce a platí v nich jednotný sazebník jízdného.
Většina současně používaných vozidel jsou moderní nízkopodlažní (klasické nebo poschoďové) standardní nebo kloubové autobusy. V souvislosti se zavedením London Congestion Charge a s ohledem na přeplněnost metra v době dopravní špičky jsou do rozvoje autobusové dopravy směřovány vyšší investice.
Některé místní autobusové linky na okraji Londýna vedou mimo jeho hranice. Autobusy na linkách řízených London Buses mají i v tomto případě červenou barvu a platí zde standardní systém cen jízdného. Autobusové linky, které do Londýna vjíždějí z oblasti mimo města, mají barvu dopravce a může v nich být jiný systém cen jízdného.
Doubledeckery jezdí na většině linek v Londýně. Jiné typy autobusů jsou většinou výjimkou.

## Noční linky

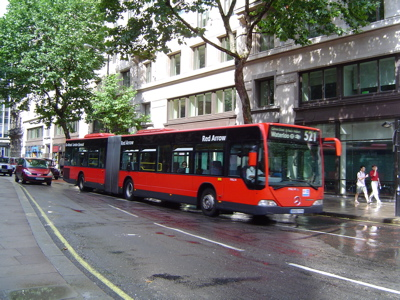
Kloubový autobus typu Mercedes-Benz Citaro

První noční linka byla uvedena do provozu v roce 1913 a byla součástí systému London Buses. Původně byl na těchto linkách uplatňován jiný sazebník cen jízdného (vyšší ceny) a linky byly označovány předponou N. Většina nočních spojů vyjíždí z centrálního londýnského stanoviště na Trafalgar Square. 
V poslední době je i na těchto linkách uplatňován standardní ceník jízdného a na některých běžných linkách byly přidány spoje i v noční době. Všechny autobusy na těchto linkách mají standardní červenou barvu. Počet osob přepravených nočními spoji zaznamenal výrazný nárůst – až cca o 80 %.

## Okružní linky
Běžným obrázkem v centru Londýna je autobus s otevřenou střechou (např. doubledecker s otevřeným horním patrem), který nabízí turistům prohlídku s živým nebo nahraným komentářem. Většina těchto spojů dovoluje turistům nastoupit nebo vystoupit na vybraných zastávkách. Tyto spoje provozuje několik dopravců a ačkoli některé z těchto autobusů mohou mít červenou barvu, nemají žádnou spojitost s linkami řízenými London Buses. Sazebník jízdného stanovuje konkrétní přepravce a jízdenku není nutno zakoupit před vstupem do autobusu; dá se zakoupit u řidiče nebo u prodejců jízdenek na zastávkách.
Na některých typech turistických okružních jízd jsou použity luxusní autobusy a jízdenka musí být zakoupena v turistických kancelářích před nástupem do autobusu.

## Doprava na letiště
Hlavním dopravcem poskytujícím dopravu na nejdůležitější letiště v dosahu Londýna (Heathrow, Gatwick a Stansted) je National Express a jeho spoje National Express Airport. Na rozdíl od dálkových autobusů, které vyjíždějí ze stanice Victoria Coach Station, autobusy zajišťující dopravu na letiště zastavují na vyhrazených zastávkách v centru Londýna.
Letiště London City nabízí expresní autobusovou dopravu k metru a železnici do zastávek Canning Town, Canary Wharf a Liverpool Street. Ceny jízdného jsou podstatně dražší než ceny autobusové dopravy London Buses.